# 天神堂村
天神堂村（てんじんどうむら）は、かつて岐阜県本巣郡に存在した村である。
現在の本巣市根尾天神堂に該当する。

## 歴史
- 1889年（明治22年）7月1日 - 町村制により天神堂村が発足。
- 1897年（明治30年）4月1日 - 市場村・越卒村・越波村・門脇村・黒津村・神所村・長島村・長嶺村・中村と合併し、中根尾村が発足。同日天神堂村廃止。